# فرودگاه اورو سوگوئی
 فرودگاه اورو سوگوئی (به انگلیسی: Ouro Sogui Airport) یک فرودگاه همگانی با کد یاتا MAX است . این فرودگاه در کشور سنگال قرار دارد و در ارتفاع ۲۶ متری از سطح دریا واقع شده است.